# 大禾方鼎
大禾方鼎，又名人面纹方鼎，是商周时期的铸品，为国家一级文物，现藏湖南省博物馆。

## 出土过程
1959年秋在湖南省宁乡县黄材镇黄村出土。当时挖掘出它的当地农民黄某准备将其作为废铜卖钱，由于器形巨大不利于搬运，就将其砸成几块，背到废品收购站。黄某挖出有人脸方鼎的事情被湖南省博物馆的一位老专家得知后，他来到黄家走访，但当时人面纹方鼎已经同收购站的其他废铜一起运走，准备送冶炼厂回炉。老专家和黄某火速赶往长沙，在毛家桥中心仓库门口截下了即将运往冶炼厂的卡车，在废铜铁堆中终于找到了鼎的碎块，但鼎的腿及底部没有找到，工作人员顺着废铜的转运路线，在株洲废铜仓库找到了腿及底部残片，两年后腿部也被找到。后来由湖南省博物馆修复。

## 器形
原器通高38.5厘米，重12.85公斤，口长29.8厘米，宽23.7厘米。鼎呈长方形，口沿外翻，立有两耳，鼎腹外四面有四个人面纹，边角有象征性的角、爪纹装饰。经过化学分析，它的合金成分为：铜占76.06%，锡占12.66%，铅占11.94%，是理想的青铜合金比例。
该鼎的人面纹造型生动严肃，十分罕见，以人面作为主体装饰的方鼎仅此一件。关于人面纹的含义可能与“黄帝四面”的传说有关，也有说法认为鼎内的大小正好可以放置人头，可能是猎首和祭祀首级的用品。

## 铭文

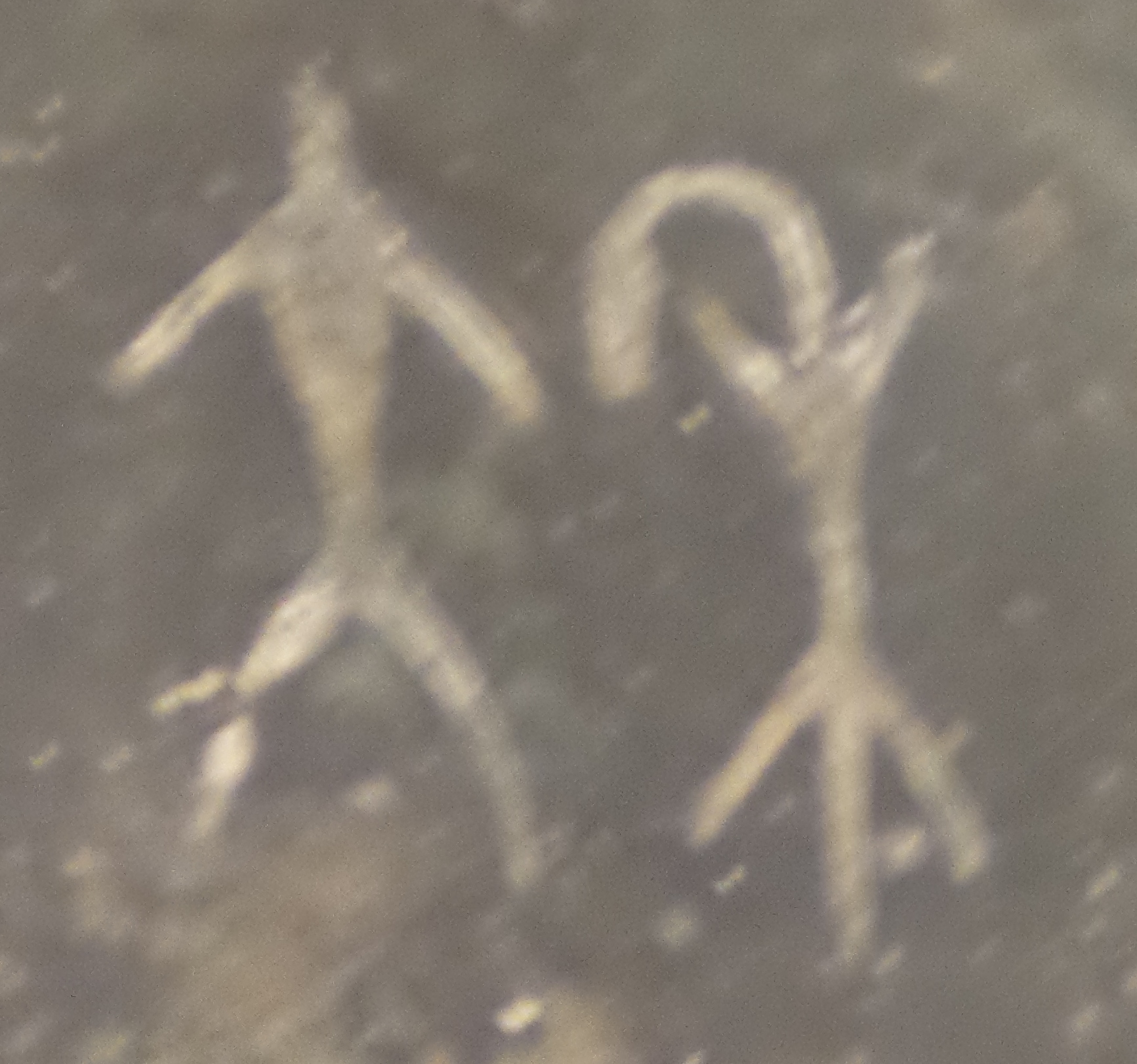
方鼎铭文“大禾”

在鼎腹内口沿下，有“大禾”两个字，印两字左右排列，也有说“禾大”。大禾可能是物主的标记，即是做器者的名字。“禾”字如谷子抽穗时的植株形象，结合器壁的人面形象，有人认为是对祭祀、祈祷谷物丰收的一种纪念。